# فالمون (السين البحرية)
فالمون (بالفرنسية: Valmont)‏ هي بلدية فرنسية تابعة لإقليم  السين البحرية بمنطقة نورماندي بشمال فرنسا. يقدر عدد سكانها بـ 996 نسمة ومساحتها 5.55 كم2 وترتفع عن سطح البحر 37 متر.